# Mama Basuto
Mama Basuto ist eine Bluesband aus Leipzig. Sie wurde 1968 von Michael Codse Malditz gegründet und ist die dienstälteste Rhythm-&-Blues-Band Ostdeutschlands. Die Band gehörte zur ersten Bluesergeneration in der Deutschen Demokratischen Republik und entwickelte sich zu einem der wichtigsten Vertreter dieser DDR-spezifischen Jugendkultur.

## Gründungsbesetzung
- Thomas Eichenberg (Schlagzeug; † 2012)
- Ulli Doberenz (Bass, Piano)
- Michael Codse Malditz (Gesang, Gitarre, Harmonika, Saxophon; † 2019)

## Bandgeschichte
Während zahlreiche DDR-Rockbands der ersten Stunde mit hitparadentauglichen Popsongs an ihren Karrieren „bastelten“, um Subventionen, Fernsehauftritte und Plattenverträge „buhlten“, verlor Mama Basuto ihre Bodenständigkeit nie und orientierte sich, abseits vom Mainstream, am ursprünglichen, „schwarzen“ Blues. Zu den musikalischen Vorbildern gehören Muddy Waters, Willie Dixon, John Mayall und Alexis Korner. Durch ihre musikalische Ausrichtung unterscheidet sich Mama Basuto deutlich von den Berliner Vertretern der ostdeutschen Blues-Szene, die sich dem Bluesrock verpflichtet fühlen. Das damalige Domizil der Band war die „Central-Halle“ in Gaschwitz bei Leipzig. 
Die Band, die seit 1970 fast ununterbrochen auf Tour war, ist bis in die Gegenwart eine ausgesprochene Live-Band geblieben. Mit Ausnahme von Gründungsmitglied Malditz, der in den 1980er Jahren zeitweilig bei Freygang spielte, wechselte die Besetzung der Band häufig. Zur Band gehörten: Jörg Wolf (Violoncello), Christoph Winckel (Bass), Reinhard Daisy Kehl (Gitarre), Gerhard Pachsteffel (Schlagzeug, Gesang), Lutz Rhömus (Schlagzeug), Andreas Schrödter (Bass), Frank Fischer (Schlagzeug), Jürgen Wiedwald (Bass), Dieter Pampel (Gitarre, Bass), Eberhard Stolle (Gesang, Gitarre, Mundharmonika), Silvio"Whisky"Haike (Gesang, Mundharmonika), Wolfram Dix (Schlagzeug), Frieder Bergner (Posaune), Willi Scheerbaum (Mundharmonika), Ralf Stolle (Posaune), Frank Steußloff (Gitarre), Hartmut Köllner (Fagott, Saxophon, Gesang), Thilo Blondie Klemm (Gitarre), Hans-Jörg Erbse Moser († 2006/Bass), Phillip Baley (Schlagzeug), Robin Hemingway (Gesang), Michael Großwig (Piano, Saxophon) und André Greiner-Pol († 2008/Gesang, Violine).
Ende der 1980er Jahre, nach der Ausreise der damaligen Bandmitglieder in die Bundesrepublik Deutschland, löste sich die Band auf und wurde im Mai 1989 von Erbse Moser, der von 1979 bis 1982 Bassist bei Mama Basuto war, in West-Berlin neugegründet. Heute ist die Band wieder in Leipzig ansässig und spielt in der klassischen Dreierbesetzung, zeitweilig ergänzt durch Gastmusiker, authentischen Blues, kraftvollen Boogie-Shuffle sowie Jump Jive. Zu den Höhepunkten in der Bandgeschichte zählen die gemeinsamen Auftritte mit Champion Jack Dupree in West-Berlin und mit B. B. King in Leipzig.

## Letzte Besetzung
- Michael Codse Malditz (Gitarre, Gesang; † 2019)
- Frank Träger (Schlagzeug)
- Frank Täubert (Bassgitarre)